# 도부정
도부정(일본어: 東部町)은 일본 나가노현 지사가타군에 있던 정이다. 2004년 4월 1일에 기타사쿠군 기타미마키촌과 합병해 도미시가 성립하였다.

## 지리
나가노현의 동부에 위치한다.

## 역사
- 1956년 9월 30일 - 다나카정, 네쓰촌, 가노촌이 합병해 성립하였다.
- 1958년 4월 10일 - 시게노촌을 편입하였다.
- 2004년 4월 1일 - 기타사쿠군 기타미마키촌과 합병해 도미시가 성립하였다. 동일 도부정은 폐지되었다.

## 교통

### 철도
- 시나노 철도 시나노 철도선

### 도로
- 조신에쓰 자동차도
- 국도 18호선